# デジタル制御
デジタル制御（デジタルせいぎょ、英語: digital control）は、デジタルコンピュータを制御システムとして使用する制御理論/制御工学の一分野である。デジタル制御システムには、マイクロコントローラや通常のパーソナルコンピュータ向けASICなどの形態もある。デジタルコンピュータは離散的システムであるため、ラプラス変換の代わりにZ変換を使う。
デジタルコンピュータが低価格化していくにつれ、デジタル制御は以下のような理由で重要性を増していった。
- 安価： 多くのマイクロコントローラは5ドル以下である。
- 柔軟性： ソフトウェアによって容易に設定変更可能である。
- 拡張性： メモリや補助記憶装置の容量の範囲内でプログラムを拡張可能である。
- 適応性： パラメータを随時変更可能である。

## 概要
デジタル制御システムは、工場のフィードバックシステムとしてよく使われている。システムの他の部分はデジタルでもアナログでもよい。アナログシステムにデジタルのフィードバックシステムを組み合わせた例として、次のようなものがある。
- 航空機
- 空気調和
- 電動機
- PID制御
- レーダー
- ロボット

一般にデジタル制御には以下の要素が必要とされる。
- A/D変換: アナログ入力を処理可能なデジタル形式に変換する。
- D/A変換: デジタル出力を制御対象が使えるアナログ形式に変換する。
- 入力から出力への変換を行うプログラム。

## 出力プログラム
デジタル制御の出力は、現在および過去の入力標本、さらには過去の出力標本の関数である。それら入力値や出力値を保持しておき、例えばそれらに重み付けして総和を計算することで出力が生成される。
プログラムは様々な形態があり、様々な関数を実行する。
- デジタルフィルタ
- 状態観測器として機能する、システムの状態空間モデル
- 遠隔測定システム

## 安定性
アナログ制御では安定しているものでも、デジタル制御で等価なものを実装すると、標本化間隔が大きすぎるために不安定になる場合がある。つまりサンプリング周波数は補正されたシステムの過渡応答と安定性を決定するので、不安定にならないように頻繁に入力値を更新しなければならない。
デジタル制御システムの安定性は、ラプラス領域での特定の双一次変換で検証可能であり、ラウス・フルビッツの安定判別法が使える。この双一次変換はシステム固有であり、s領域やz領域で過渡応答などの特性をシステム同士で比較するのには使えない。

## s領域におけるデジタルコントローラの設計
デジタルコントローラは、（連続な）s領域で設計することもできる。Arnold Tustin の変換法を使えば、連続な補償器を対応するデジタル補償器に変換できる。デジタル補償器の出力は、サンプリング間隔を狭めていけばアナログコントローラの出力に近づいていく。
{\displaystyle s={\frac {2(z-1)}{T(z+1)}}}

### Tustin 変換
Tustin 変換は、指数関数 {\displaystyle {\begin{aligned}z&=e^{sT}\end{aligned}}} のパデ(1,1)近似である。
{\displaystyle {\begin{aligned}z&=e^{sT}\\&={\frac {e^{sT/2}}{e^{-sT/2}}}\\&\approx {\frac {1+sT/2}{1-sT/2}}\end{aligned}}}
また、これの逆は次のようになる。
{\displaystyle {\begin{aligned}s&={\frac {1}{T}}\ln(z)\\&={\frac {2}{T}}\left[{\frac {z-1}{z+1}}+{\frac {1}{3}}\left({\frac {z-1}{z+1}}\right)^{3}+{\frac {1}{5}}\left({\frac {z-1}{z+1}}\right)^{5}+{\frac {1}{7}}\left({\frac {z-1}{z+1}}\right)^{7}+\cdots \right]\\&\approx {\frac {2}{T}}{\frac {z-1}{z+1}}\\&\approx {\frac {2}{T}}{\frac {1-z^{-1}}{1+z^{-1}}}\end{aligned}}}

## 手法
デジタル制御は、離散時間で量子化された値を（二進数に）符号化してコンピュータで処理するものであって、それによってアナログシステムを制御するものであることを忘れてはならない。そういった観点で、以下のような新たな手法が提案されている。
- 山本豊の "lifting function space model"
- Marcelo Tredinnick と Marcelo Souza のアナログ-デジタルマッピング、
- Alexander Sesekin の impulsive systems